# 里貝拉迪佩納
41°31′N 7°47′W / 41.517°N 7.783°W
里貝拉迪佩納（葡萄牙語：Ribeira de Pena），是葡萄牙的城鎮，位於該國北部，由雷亞爾城區負責管轄，始建於1331年，面積217.46平方公里，2011年人口6,544，人口密度每平方公里30.09人。

## 友好城市
- 法國 特雷武